# Усть-Березовка (Пермский край)
Усть-Березовка — посёлок в Юрлинском районе Пермского края на слиянии р. Березовка и р. Кодзь (приток р. Коса, впадающей в р. Кама, в 59 км от с. Юрла. 
В 2004-2019 годах входил в состав Усть-Березовского сельского поселения и являлся его административным центром

## История
Поселение возникло в 1934 году. Название получило по устью р. Березовка. В 1930-х годах здесь был создан Усть-Березовский лесоучасток. В 1945—1948 годах население посёлка представляли трудпоселенцы из Ростовской области, украинцы, литовцы. Умерло 16 человек.. В феврале 1957 году на базе Усть-Березовского, Косинского, Сюзьвинского и Трошкинского лесопунктов образован Верх-Косинский леспромхоз (с 1993 г. — АО «Верх-Косинский ЛПХ»; к нач. XXI в. обанкротилось). Усть-Березовка являлась центром Усть-Березовского сельского совета (с 20 апреля 1959 до января 2006 г.).

## География
Территория района приурочена к северо-восточной окраине Восточно-Европейской равнины. Рельеф территории села спокойный, с общим уклоном в западном и северо-западном направлениях к долине реки. На территории поселения преобладают дерново-подзолистые почвы, развиты дерново-карбонатные, аллювиальные почвы. 
Растительный покров представлен в основном сосново-еловыми лесами, распространены береза, осина и другие лиственные породы. В подлеске — рябина, черемуха, в кустарниковом ярусе — шиповник, жимолость пушистая, можжевельник. На лугах господствуют травы: белоус, подорожник. В лесах обитают лоси, медведи, рысь, белка, рябчик, встречаются волки, зайцы, бурундуки.
Благодаря расчлененности рельефа и большому количеству осадков территория поселения изобилует реками и ручьями, реки поселения — типично равнинные, вытянутые в широтном направлении. Наиболее значимые гидрографические объекты — р. Коса и р. Сюзьва. Русла небольших рек, протекающих по территории поселения, крайне извилисты, поймы заболочены, вода в реках и ручьях мягкая, слабоминерализованная, пригодная для водоснабжения.

## Климат
Усть-Березовка находится в зоне умеренно континентального климата, который характеризуется холодной, продолжительной зимой и теплым, сравнительно коротким летом. Заморозки наступают ранней осенью и заканчиваются поздней весной. В целом климат для проживания населения оценивается как умеренно-благоприятный.
Наиболее холодный месяц — январь, со среднесуточной температурой — 15,7 °C, наиболее теплый — июль, среднемесячная температура +17,6°С. Абсолютный минимум температуры отмечен в декабре — феврале и составляет −48°С, абсолютный максимум отмечен в августе и составляет +37°С. Среднегодовая температура −0,8°С — −1,1°С. Продолжительность безморозного периода 110 дней; относительная влажность воздуха в среднем за год составляет 76 %. Основное направление ветра: юго-западное и южное. Средняя скорость ветра составляет 3,9 м/сек.
Снежный покров устанавливается обычно в конце октября — начале ноября, но его толщина до начала декабря незначительна. Начало весны характеризуется установлением положительных температур и сходом снежного покрова. Переход среднесуточной температуры более 0°С устанавливается в апреле, с апреля снег на полях начинает постепенно сходить, в лесах снег сохраняется до середины мая, а в отдельные годы — до начала июня. Из всех месяцев теплого периода апрель наиболее беден осадками. В мае идет быстрое нарастание тепла, количество осадков увеличивается

## Экономика
Основные экономические отрасли лесное хозяйство, розничная торговля, добыча ПГС, охота, сбор дикоросов. Заготовкой древесного сырья и вывозом в основном занимается «Соликамскбумпром».
Окрестности Усть-Березовки всегда славились ягодным богатством своих лесов и болот. Сбор голубики, черники, брусники и клюквы  издавна был для местных жителей не просто привычным делом, но и тем занятием, благодаря которому можно было неплохо подзаработать. На сбор ягод приезжают со всего Юрлинского района и даже с Пермского края.

## Полезные ископаемые
Золото: В большинстве случаев золото встречается в единичных знаках и связано с перемывом ледниковых отложений, но по притокам рр. Черная, Сюзьва, Коса, Янчер, Кужва выход золота повышается до 10 знаков (более 200г/м3). Россыпные концентрации золота формируются в 10 км севернее п. Усть-Березовка на водоразделе рр. Кужва, Лолог, Березовка, Кодзь.  Прогнозные ресурсы по категории Р2 на 6 участкаx составляют около 3,3 т. Источником золота для россыпей выступает связанное золото развитое в юрскиx глинистых отложениях(«синие глины»), с содержаниями до 2, 66г/т. Прогнозные ресурсы категории Р3 оценены в 80 тонн золота.
Мелкими артелями реально добывать несколько килограмм в полевой сезон на участках косовых россыпей.
На территории поселения находится месторождение кирпичных глин Верхняя Коса и м-ие песков Усть-Березовское.
В долине реки Коса находятся мелкие торфяные месторождения.

## Здравоохранение
Медицинскую помощь населению оказывает муниципальное учреждение здравоохранения «Юрлинская районная центральная больница», которая имеет в своем составе фельдшерско-акушерские пункт в с. Усть-Березовка.

## Образование
Основная общеобразовательная школа, детский сад.

## Культура
Сельский клуб, библиотека.

## Транспорт и связь
Транспортная сеть поселения сформирована автомобильными дорогами, главным образом, имеющими гравийное покрытие. Через Усть-Березовку проходит дорога Юрла-Юм-Усть-Березовка. Пассажирские перевозки осуществляет ОАО «Кудымкарское пассажирское автотранспортное предприятие». Единственный автобусный маршрут проходящий по территории Усть-Березовского сельского поселения «Усть-Березовка — Кудымкар», с остановками в двух крупнейших населенных пунктов поселения, в п. Усть Березовке и п. Комсомольский.
В Усть-Березовке присутствуют услуги стационарной телефонной связи, доступ в Интернет. В поселке Усть-Берёзовка с лета 2013 года действует «БиЛайн».